# سنبله‌ای ارونسیس
سنبله‌ای ارونسیس (نام علمی: Stachys arvensis) نام یک گونه از سرده سنبله‌ای است.